# تئودورا، شاهدخت یونان و دانمارک
تئودورا، شاهدخت یونان و دانمارک (انگلیسی: Princess Theodora of Greece and Denmark؛ زادهٔ ۹ ژوئن ۱۹۸۳) همچنین با نام هنری تئودورا یونان شناخته می‌شود، یک بازیگر بریتانیایی و عضو خانواده سلطنتی یونان و خانواده سلطنتی دانمارک است. او چهارمین فرزند و دختر کوچکتر کنستانتین دوم، پادشاه یونان و آنه ماری یونان است. تئودورا در سال ۲۰۱۱ با ایفای نقش آلیسون مانتگمری در سریال تلویزیونی آمریکایی جسور و زیبا به تلویزیون وارد شد. او همچنین در فیلم‌هایی نقش‌آفرینی کرده است، از جمله نقش‌های کوچک در کمدی رمانتیک ۲۰۰۹ The Lightkeepers و در درام جنگی ۲۰۱۵ پسر کوچک (فیلم).

## زندگی‌نامه

### دوران کودکی

تئودورا به همراه والدین و برادر کوچکترش

تئودورا در ۹ ژوئن ۱۹۸۳ در بیمارستان سنت ماری (لندن) به دنیا آمد. او دختر کوچکتر و چهارمین فرزند از پنج فرزند کنستانتین دوم، پادشاه یونان و همسرش آنه ماری یونان است.
در ۲۰ اکتبر ۱۹۸۳، او در مراسمی کلیسای ارتدکس یونانی در کلیسای جامع سنت سوفیا لندن غسل تعمید شد.

## حرفه و جوایز
از فیلم‌ها یا برنامه‌های تلویزیونی که وی در آن نقش داشته است می‌توان به پسر کوچک اشاره کرد.
وی همچنین برندهٔ جوایزی همچون نشان سنت اولگا و سوفیا شده است.